# Gustaf Ankar
Gustaf Alfred Ankar, född 27 oktober 1877 i Köinge församling, Hallands län, död 12 september 1968 i Farsta, Stockholm var en svensk präst.

## Biografi
Ankar blev 1897 student vid Uppsala universitet, där han avlade teologisk-filosofisk examen 1898, teoretisk teologisk examen 1901, praktisk teologisk examen 1902 och  teologie licentiatexamen 1922. Han blev teologie hedersdoktor 1941. 
Ankar prästvigdes för Göteborgs stift 1902 och blev präst på Tjolöholm i Fjärås församling 1904. Han blev pastorsadjunkt i Maria församling 1909, kateket där 1910 och predikant vid Maria sjukhus och Södra barnbördshuset 1913. 
Ankar var från 1918 pastoratsadjunkt i Gustav Vasa församling i Stockholm, från 1925 komminister och från 1936 kyrkoherde där. Han var preses vid prästmötet 1925 och blev 1939 ordförande i Svenska ekumeniska nämnden.
Ankar var 1939–1942 vice preses i Stockholms domkapitel, 1943–1948 kontraktsprost i Stockholms norra kontrakt och 1946–1954 inspektor för Vasastadens kommunala flickskola. Han blev ledamot av Vasaorden 1934.